# Воропаев, Григорий Васильевич
Григо́рий Васи́льевич Воропа́ев (1932—1999) — советский учёный, гидролог и мелиоратор; доктор технических наук (1972), профессор (1973), член-корреспондент Академии наук СССР (1976).

## Биография
Родился 12 февраля 1932 года в городе Ленинск-Кузнецкий Западно-Сибирского края.
В 1955 году окончил Московский институт инженеров водного хозяйства, в 1959 году там же — аспирантуру, кандидат технических наук с 1959 года. В 1955—1959 годах работал в экспедиции Московского гидромелиоративного института в Таджикской ССР. В 1959—1971 годах Воропаев — старший научный сотрудник, затем — заведующий отделом Казахского НИИ водного хозяйства в Джамбуле (ныне город Тараз Республики Казахстан).
С 1971 года жил и работал в Москве: в 1976—1988 годах — директор Института водных проблем Академии наук. В 1988 году был снят с должности директора, а работа ин-та признана неудовлетворительной, в том числе в связи с попытками настойчивого лоббирования из сиюминутных узковедомственных интересов со стороны института и лично Г.В. Воропаева проекта поворота северных рек, признанного позже академическим сообществом экономически и экологически необоснованным и губительным для страны. В 1988—1999 годах Г.В. Воропаев был заведующим лабораторией (до своей смерти).
С 1976 года Г. В. Воропаев — председатель научно-координационного совета Академии наук по комплексному изучению проблемы Каспийского моря (с 1991 года — Научно-координацонный центр РАН «Каспий»); в 1979—1983 годах — вице-президент Международной комиссии по водным ресурсам Международного геофизического союза); в 1978—1990 годах — председатель Национальной гидрологической комиссии СССР. Также был членом Бюро отделения океанологии, физики атмосферы и географии Академии наук, постоянным членом и председателем Государственной экспертной комиссии Госплана СССР. Более пятнадцати лет работал главным редактором журнала «Водные ресурсы» АН СССР.
Жил в Москве на Ленинском проспекте, 69, корп. 3 (в 1978—1999 годах). Умер 10 сентября 1999 года в Москве. Похоронен на Востряковском кладбище.
В архивах Российской академии наук имеются материалы, относящиеся к Г. В. Воропаеву.

## Награды
- Награждён советскими орденами «Знак Почёта», Дружбы народов, медалью «За доблестный труд», а также российской медалью ордена «За заслуги перед Отечеством» II степени (1999).[5][6]